# ラケタ
ラケタ（Raketa：ロシア語: Ракета）はソビエト連邦およびロシアの時計のブランドの一つ。

## 概要
ラケタブランドの時計は、一般市民に愛用されるのみならず、ロシア赤軍、ソビエト海軍、北極探検隊などで採用されていた歴史を持つ。
1961年以来、サンクトペテルブルクのペテロドヴァレェツ時計工場で製造されている。この工場は、1721年にピョートル大帝により鉱石のカッティングを行うペテルホフ鉱石加工場として設立され、工場としてはロシア最古のものである。設立当時、この工場ではツァー（ロシア皇帝）とその家族のための貴石・半貴石の置物などを作成していたが、80年代には一年に450万ものラケタブランドの時計を製造するようになった。
ペテロドヴァレェツ工場で生産されたラケタブランドの時計は共産圏のすべての国に輸出されており、世界で最も丈夫で信頼性の高い時計のひとつと考えられていた。

## ブランドの設立
1961年4月12日に、ユーリイ・ガガーリンがボストーク1号ロケットで人類初の大気圏外飛行を行った。このガガーリンの偉業を記念して、ペテロドヴァレェツ時計工場はその時計を「ラケタ」（ロシア語で「ロケット」の意）と命名した。しかし、冷戦の最中であった当時、西側諸国ではこの名はむしろ大陸間弾道弾ミサイルR-16の開発を思い起こさせるものであり、反感を持って受け止められていた。
ペテロドヴァレェツ工場では時計の生産以前に、軍需産業や時計産業向けの貴石加工を行っていた。その後、1949年のズヴェダおよびポベダの2モデルから、独自の時計製造が開始された。ラケタブランドで時計が生産されるのは1961年のことである。この時計には「ラケタ2609N」と名づけられた独自のムーヴメントが組み込まれていた。その後、ラケタ2609Nを基に、ペテロドヴァレェツ時計工場では自動巻き、カレンダー機能付き、極地探検隊用の24時間時計、核戦争を想定した抗磁性の時計など、20種類以上のムーヴメントを開発している。

## 受賞歴
- ライプツィヒ時計フェア 金賞受賞（1965、1966）
- モントリオール万国博覧会 グランプリ受賞（1967）
- ソヴィエト連邦 労働赤旗勲章受賞 (1971)

## 現在入手可能なモデル
腕時計、懐中時計、極地探検隊モデル、潜水用モデル、軍隊用モデル、航空モデル等。

## ギャラリー

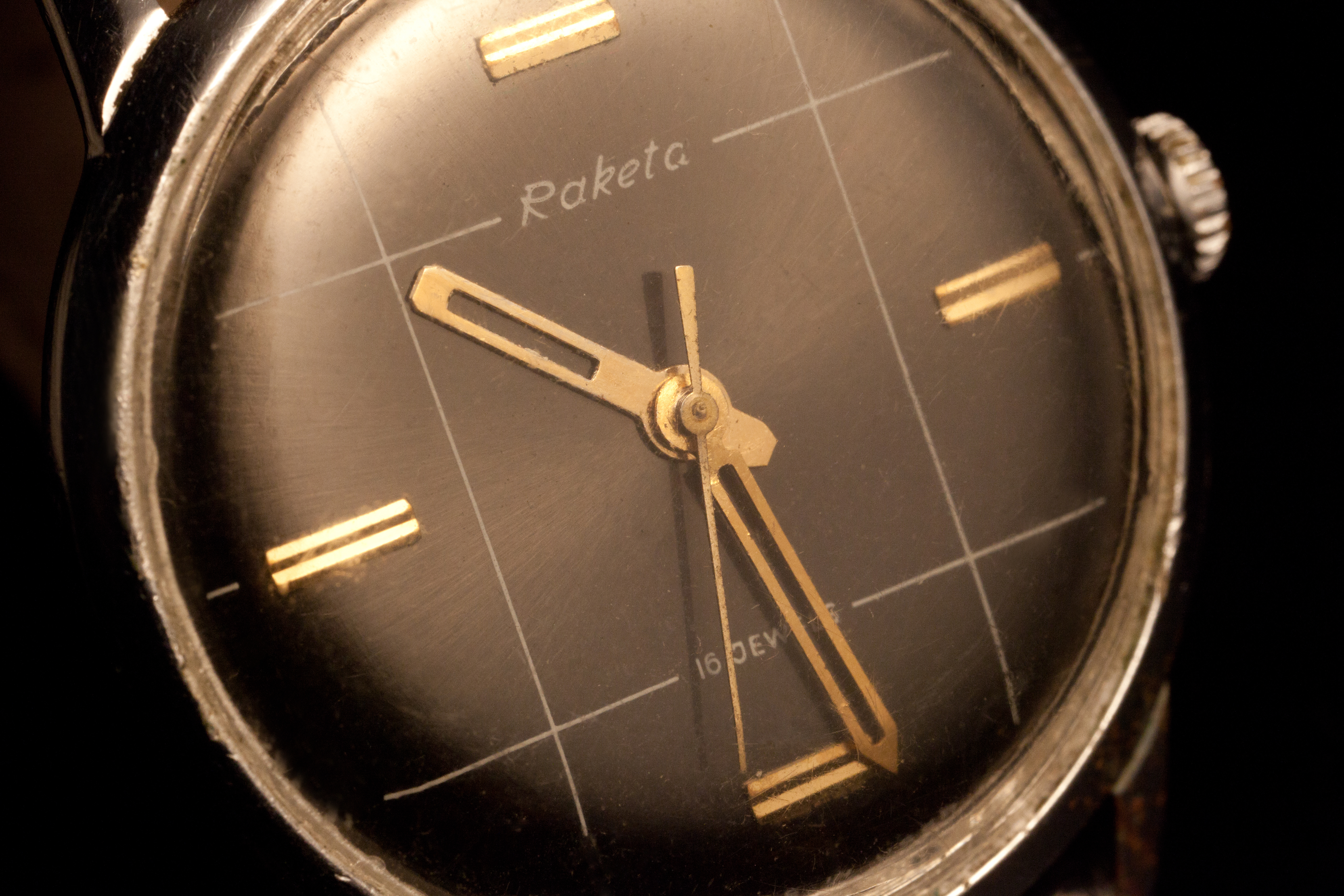
Raketa Sport, 1967
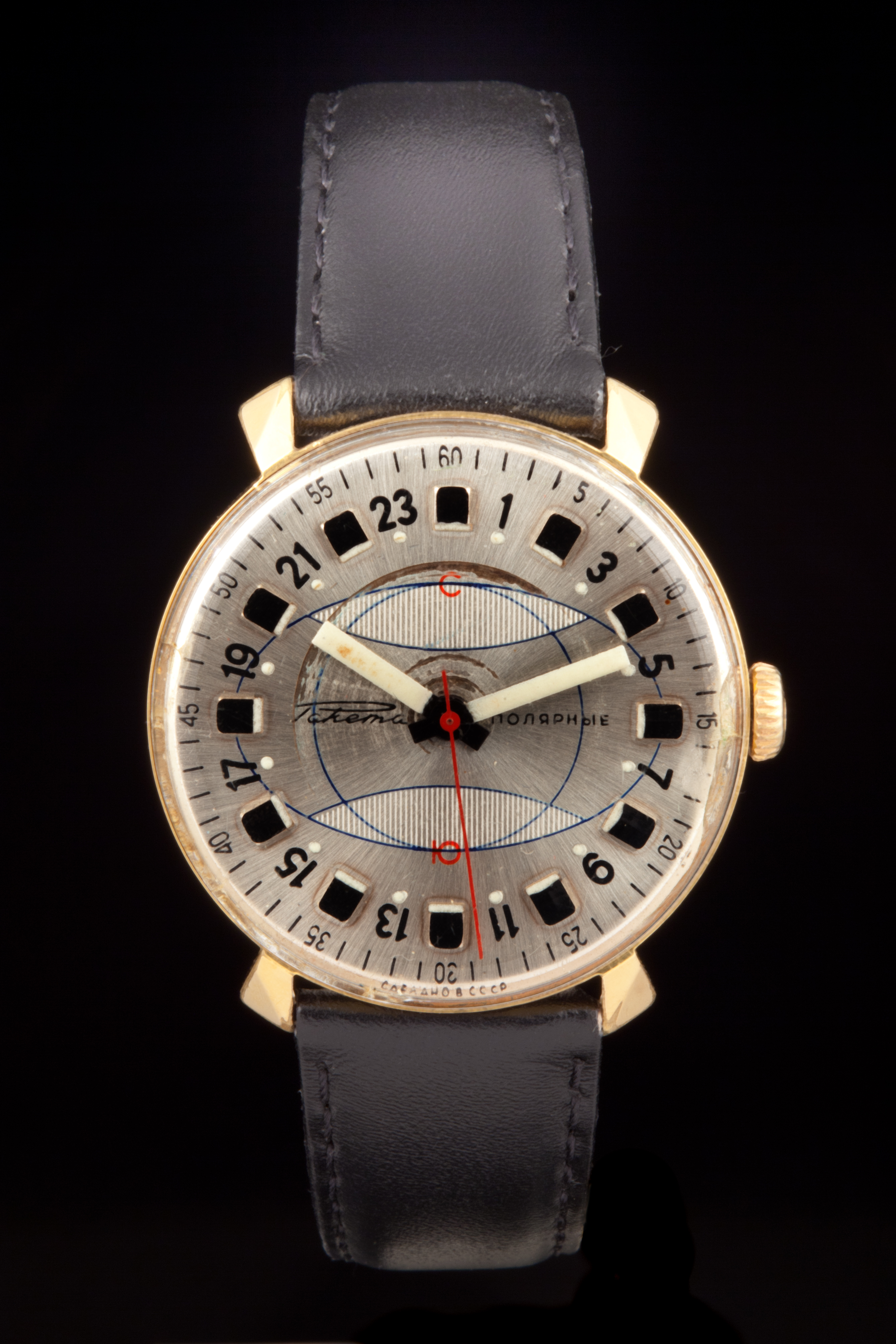
"Raketa" Polar, 1969
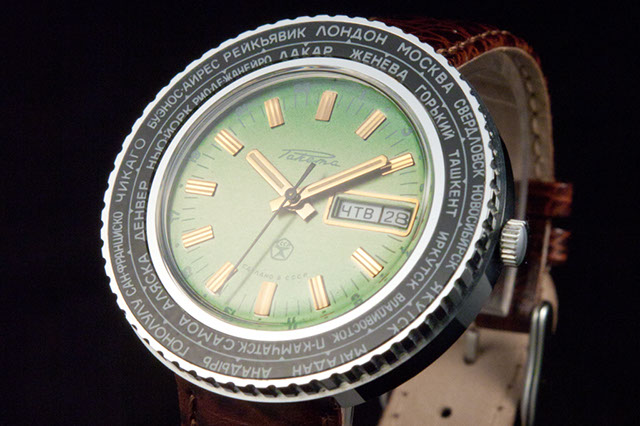
Raketa, 1974
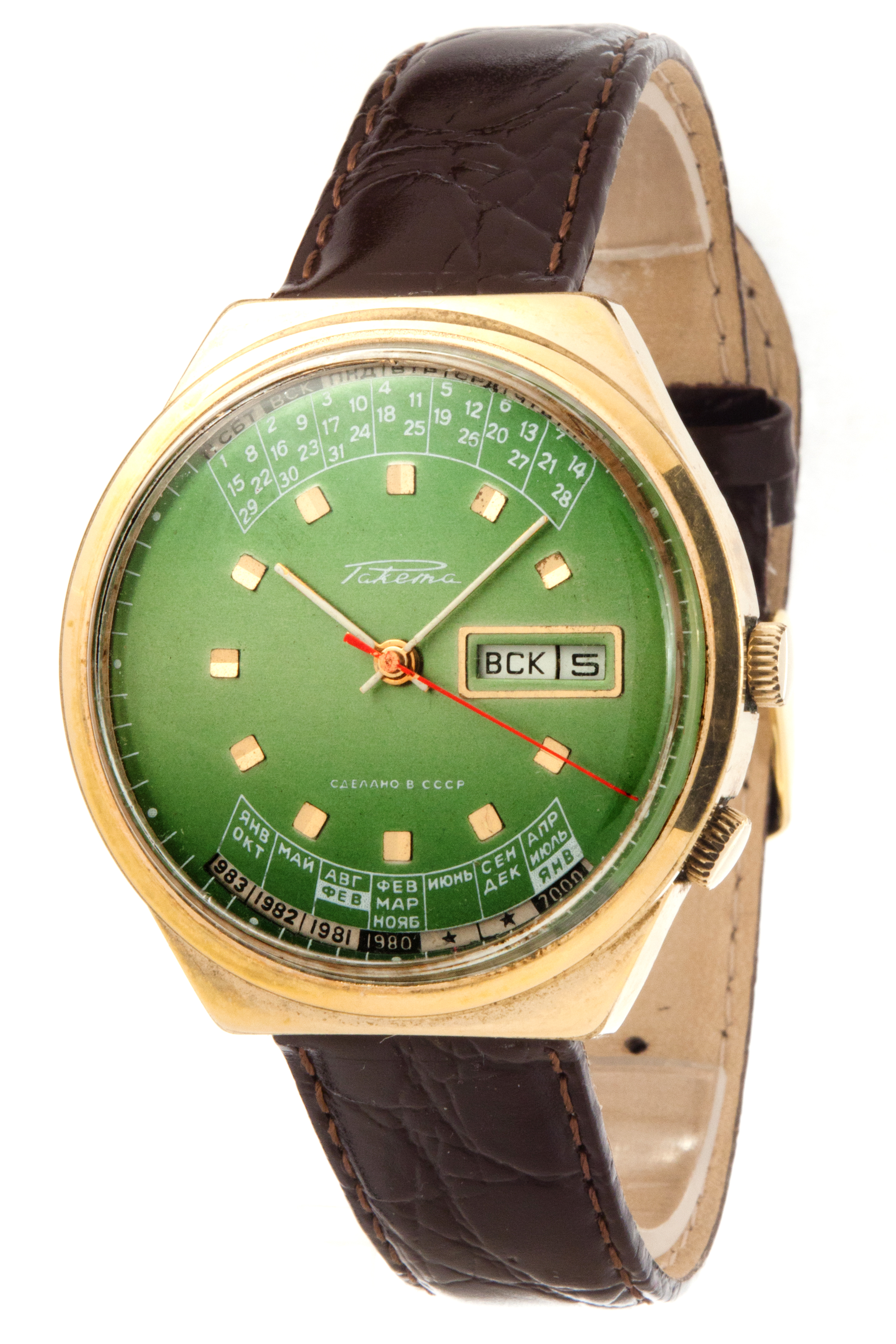
Raketa, 1978
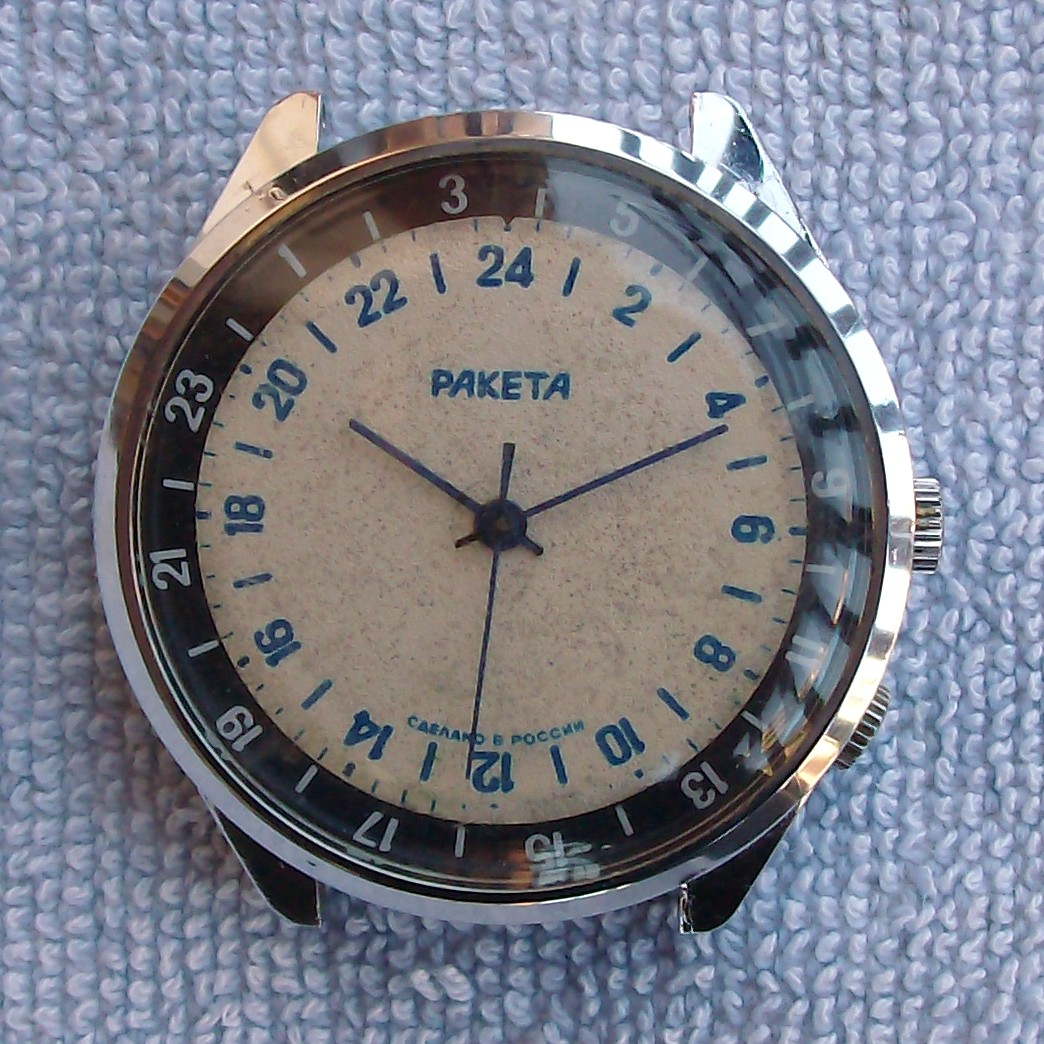
Raketa 24
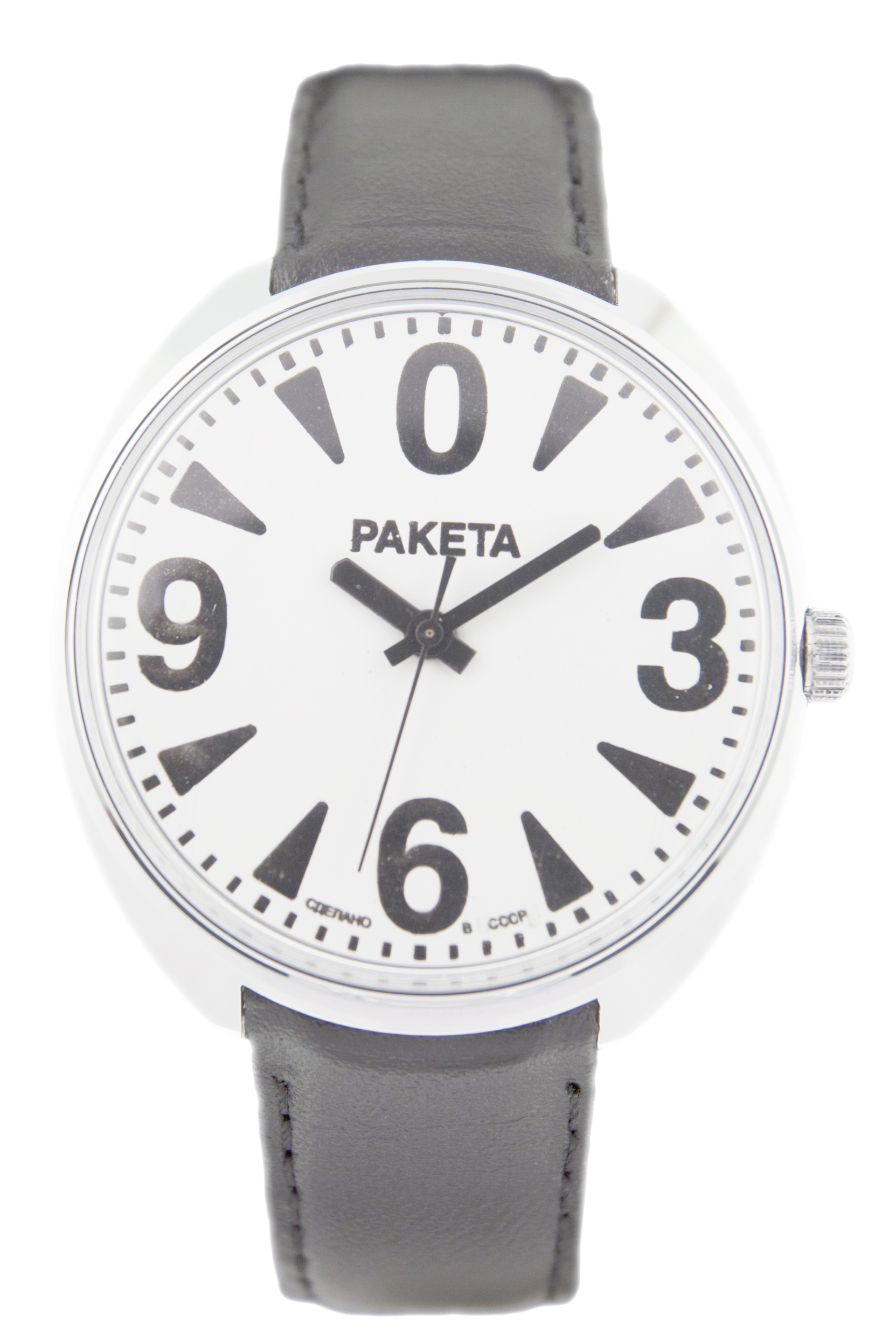
«Petrodvorets Classic», 1985